# Teilstücke des Schweinefleischs
Die Teilstücke des Schweinefleischs werden je nach Region und Land, aber auch nach Tradition und Epoche unterschiedlich bezeichnet und zugeschnitten. Allgemein versteht man darunter die Skelettmuskulatur mit anhaftendem oder eingelagertem Fett, Bindegewebe sowie eingelagerten kleineren tierischen Bestandteilen des Hausschweins, allgemein als Schweinefleisch benannt.

## Regeln
In Deutschland gelten allgemein die Vorschriften der Deutschen Landwirtschafts-Gesellschaft für die Zerlegung. Parallel dazu hat auch die Deutsche Gesellschaft für Ernährung Regeln aufgestellt, die sich im Detail durch Bezeichnungen und Zuschnitt unterscheiden. In der DDR wurden eigene TGL für die Fleischzerlegung erstellt. Daneben gibt es Regeln des traditionellen Fleischerhandwerks.

## Teilstücke in verschiedenen Ländern

Italien: 1. musetto ‚Schnauze‘, 2. orecchio ‚Ohr‘, 3. guanciale ‚Backen‘, 4. capocollo ‚Hals‘, 5. carré ‚Lende‘, 6. spalla ‚Schulter‘, 7. piedi anteriori ‚Vorderpfote‘, 8. pancetta ‚Bauchspeck‘, 9. lombata ‚Lende‘, 10. coscia o cosciotto ‚Schenkel oder Bein‘, 11. coda ‚Schwanz‘, 12. zampe ‚Keulen‘
Vereinigte Staaten: head ‚Kopf‘ blade shoulder ‚Schulterblatt‘ loin ‚Lende‘ leg ‚Keule‘ tail ‚Schwanz‘ arm shoulder ‚Bug‘ spare rib ‚Sparerib‘ side ‚Seite‘ hock ‚Haxe‘
Vereinigtes Königreich: head ‚Kopf‘ loin ‚Lende‘ spare rib roast ‚Spareribsbraten‘ leg ham ‚Schinken‘ blade ‚Blatt‘ tail ‚Schwanz‘ hand ‚Bug‘ belly ‚Bauch‘ trotter ‚Spitzbein‘ hock ‚Haxe‘

## Schweinekopf
Aktuell werden in Deutschland, Österreich und der Schweiz die Teile 1 und 2 als Kopf bzw. Schweinekopf bezeichnet. In der DDR wurde Teil 2 als Fettbacke bezeichnet, aktuell wird es auch als Schweinebacke bezeichnet. Wird Teil 1 entbeint, entsteht durch das Abziehen der Haut vom Schädel die Schweinemaske. Teilweise trennt man die Schweineohren und Schnauze mit Rüssel ab.

## Schweinerücken
Bei vielen Fleischteilen unterscheidet man in der Bezeichnung, ob von der Fleischseite/außen oder der Knochenseite/innen betrachtet wird. In grafischen Darstellungen erscheinen darum Fleischteile deutlich getrennter als im gewachsenen Tierkörper.
Der Rückenspeck (3) bedeckt unter der Haut den Schweinekamm (4), das Schweinekotelett (6+7) mit dem Schweinefilet (8). Ohne Filet wird der Rücken in der Schweiz als Karree bezeichnet. Dieser Begriff wird in Österreich nur für das Schweinekotelett gebraucht.
Der Kamm umfasst die Halswirbel und angrenzenden vier Brustwirbel mit anhaftendem Fleisch, Knochen und Gewebe. In Österreich bezeichnet man das Teil auch als Schopfbraten, in der Schweiz als Schweinehals. Es ist aber auch der Begriff Schweinenacken etabliert.
Das Kotelett reicht vom fünften Brustwirbel bis zum fünften Lendenwirbel. Je nach gewünschter Schnittführung kann davon abgewichen werden, da sich das angrenzende Gewebe nicht wesentlich unterscheidet. Die DLG unterscheidet keine Teile, während die anderen Nationen strikt unterscheiden.
Das vordere Teil (6) wird als Stielkotelett bezeichnet. In Österreich als Langes Karree bezeichnet, wird es in der Schweiz und wurde in der DDR Kotelettstück genannt.
Das hintere Teil (7) wird Lendenkotelett bezeichnet. In Österreich als Kurzes Karree bezeichnet, ggf. als Kurzes Karree mit Filet, wird es in der Schweiz als Nierstück bezeichnet. In der DDR nannte man es Filetkotlettstück.
Für das Schweinefilet (8) sind auch die Begriffe Lende oder Lendchen (DDR) gebräuchlich.
Umgangssprachlich und im Handel ist die Bezeichnung Schweinerücken auch für das entbeinte Fleischstück des Koteletts etabliert.
Der Schweineschwanz (15) gehört nicht mehr zu den Fleischteilen, die regelmäßig zugeschnitten werden.

## Vorderkeule
Die Vorderkeule wird auch Vorderschinken genannt. Der Zerlegegrad hängt sehr vom Alter bzw. der Größe des Schweins ab. Teilweise im Ganzen wird es auch in drei bzw. vier Teile zerlegt. Die Begriffe werden entsprechend abweichend verwendet. Allgemein sind die Fleischteile kleiner als vom Hinterbein und werden geringer geschätzt.
In Deutschland bezeichnet man das Teil als Schweinebug (11). Davon abweichend ist in Süddeutschland genauso wie in Österreich und der Schweiz Schweineschulter verbreitet. Davon wird das Bein (DDR) mit dem vorderen Eisbein (13) und Spitzbein (14) unterschieden. Es ist auch eine Zerlegung üblich, bei der das Bein im Ganzen verbleibt und nur die Schweinepfote mit den Klauen abgetrennt wird. Der obere Teil wurde in der DDR zusätzlich in das Dicke Bugstück und das Schaufelstück unterteilt, wobei Schaufel oder Schäufele regionale Bezeichnungen für die gesamte Schulter sind.
Als Vorderviertel wurde in der DDR ein Zuschnitt aus Bug, Brustspitze und Kamm bezeichnet.

## Unterer Rumpf
Der Rumpf erstreckt sich von der Brust bis zum Becken. Die Fettschicht unter der Haut wird als Schweinebauch (9) bezeichnet, damit ist der Schweinelappen (10) verbunden. Je nach Verwendungszweck unterscheiden sie sich im Anteil an Muskelfleisch und Fettgewebe. In der Schweiz wird der gesamte Bereich als Schmer bezeichnet.
In Österreich wird der Teil (5) der Rippen als Schweinebrust bezeichnet, in der DDR war Brustspitze üblich. Ebenso nennt man in Deutschland den Teil der Rippenenden in unterschiedlichen Zuschnitten auch Dicke Rippe. Das Stück über dem restlichen Schweinebauch wurde in der DDR Lange Rippe genannt. Manchmal verblieb es aber auch am darüberliegenden Kotelett. Das Bauchgewebe wird in Deutschland als Wamme bezeichnet, ist teilweise mit den Bauchlappen identisch, wird aber auch nach anderen Kriterien zugeschnitten. In der DDR wurden Wamme und Fettschicht an der oberen Hinterkeule als Fettwamme bezeichnet, während die Bauchlappen Dünnung genannt wurden.

## Hinterkeule
Bei dem Fleischstück (12) weichen die Bezeichnungen sowohl national als auch regional stark voneinander ab. Eine eindeutige Zuordnung ist nicht möglich, sondern nur Übereinstimmungen feststellbar. In Deutschland wird die Hinterkeule allgemein als Schinken bezeichnet. In Österreich bezeichnet man den oberen Teil als Schlögel, das Eisbein als Stelze. In der DDR wurde je nach Größe das Eisbein in Dickbein und Kniebein getrennt. Für Details siehe Hauptartikel Schweinekeule.
- Deutschland: Schinkenstück, Oberschale, Nuss, Schinkenspeck, Eisbein, Spitzbein
- Österreich: Schlussbraten, Kaiserteil (Schale), Nuss, Frikandeau, Stelze
- Schweiz: Eckstück, Nuss, Unterspälte, Huft, Runder Mocken, Rosenstück
- DDR: Oberschale, Unterschale, Nuss, Hüftstück, Dickbein, Kniebein, Spitzbein – zusätzlich wurde teilweise das Kreuzbein zur Keule gezählt.

## Fleischsortierung
In Deutschland wurde das Ausgangsmaterial für die Herstellung von Fleisch- und Wurstwaren mit Fleischteilen bzw. Fleischerzeugnissen standardisiert. Dies bezeichnet man allgemein als Fleischsortierung. Der Hauptgrund liegt im Bedarf von gleichbleibend hochwertiger Qualität, welche Schwankungen in der Produktbeschaffenheit vermeidet. Daneben spielten Produkthaftung, Kalkulationsanforderungen und das Lebensmittelrecht eine Rolle. Die Sorten sind (in römischen Zahlen):
- S I bis S IIIb: Schweinefleisch mit unterschiedlichem Anteil an Fett und Sehnen
- S IV bis S V: Schweinebauch ohne Schwarte mit unterschiedlichem Fettanteil
- S Vi: Schweinebacken ohne Schwarte
- S VII: Fettgewebe mit geringer Fleischauflage
- S VIII: Rückenspeck ohne Schwarte
- S IX: Speckabschnitte ohne Schwarte
- S X: Weiches Fett (Fettwamme)
- S XII: Schweinekopf ohne Knochen
- S XII: Schweinemasken
- S XIII: Schwartenzug
- S XIV: Schwarten
- S XV bis S XIX Innereien (Leber, Herz, Zunge, Hirn, Lunge)
- S XX: Schweineblut
- S XXI: Flomen
- S XXII: Schweinenieren